# Mérobert
Mérobert là một xã ở tỉnh Essonne thuộc vùng Île-de-France miền bắc nước Pháp.
Theo điều tra dân số năm 1999, dân số xã này là 458 người. Ước tính dân số năm 2005 là 534.
Danh xưng cư dân địa phương Mérobert trong tiếng Pháp là Mérobertois.